# Landébia
Landébia é uma comuna francesa na região administrativa da Bretanha, no departamento Côtes-d'Armor. Estende-se por uma área de 3,55 km². Em 2010 a comuna tinha 473 habitantes (densidade: 133,2 hab./km²).